# Der Trost von Fremden (Roman)
Der Trost von Fremden (im Original The Comfort of Strangers), im Jahr 1981 in Großbritannien erschienen, ist ein früher Roman von Ian McEwan. Die deutsche Übersetzung von Michael Walter erschien 1983.

## Handlung
Mary und Colin verbringen ihren Urlaub in einem Land mit warmem Klima. Marys Kinder sind bei ihrem Vater in Großbritannien. Das Paar genießt die betäubende Hitze und die Nähe zum Meer und entwickelt einen dem Urlaub eigenen Tagesrhythmus von späten Abenden und Nächten, spätem Aufstehen und intensivem Sex, ausgesuchten Mahlzeiten, Spaziergängen, um die kleine Stadt zu erkunden und bei denen sie sich oft verlaufen, Stunden auf der Terrasse, die zu ihrem Hotelzimmer dazugehört, Aperitifs und dem einen oder anderen Joint. Ihre Beziehung ist nicht mehr so leidenschaftlich wie früher, aber vertrauensvoll und sicher.
Bei einem ihrer ausgedehnten Spaziergänge, auf dem sie nach einem Restaurant suchen, dessen Existenz sie eher vermuten, als dass es ihnen sicher bekannt ist, verlaufen sie sich so, dass sie weder am gewünschten Ziel ankommen noch begreifen, wie sie zum Hotel zurückfinden sollen. Inzwischen ist es völlig dunkel geworden und ihren Stadtplan haben sie im Hotel liegen lassen. Sie treffen auf einen Mann, der sich später als Robert vorstellt. Er verspricht, ihnen den Weg in ein Restaurant zu zeigen, und begleitet sie dorthin. In dem gut besuchten Restaurant ist die Küche aber geschlossen, weil der Koch an diesem Tag krank ist. Robert, der, wie sich später zeigen wird, der Besitzer des Restaurants ist, serviert ihnen Wein. Der Wein löst die Zungen des Dreiergespanns und im Gespräch lassen sich Mary und Colin mehr Einzelheiten über sich selbst und ihr Leben entlocken, als sie Fremden normalerweise preisgeben, und Robert tischt ihnen statt eines Abendessens ebenfalls ausgiebige Erzählungen aus seinem Leben auf. Neben anderen Details sind der von ihm als extrem streng beschriebene Vater und seine eigene kindliche Anhänglichkeit der Mutter gegenüber bemerkenswert.
Die anderen Gäste haben das Restaurant bereits verlassen, als Robert das Paar auf die Straße hinausschiebt, ohne ihnen eine Beschreibung des Rückwegs zum Hotel zu geben. Mary und Colin treiben hungrig, müde und betrunken durch die dunklen Straßen, schlafen eine Stunde lang auf einer Treppe sitzend und ziehen weiter durch die Stadt, bis es endlich wieder hell wird. Die plötzlich wieder belebten Straßen haben eine gespensterhafte und abweisende Wirkung auf das Paar. Völlig erschöpft setzen sie sich schließlich in ein Straßenrestaurant direkt am Wasser, wo Robert sie findet und unschwer ihre Lage zu erkennen scheint. Er täuscht vor, alle Schuld für den gestrigen Abend und die Nacht auf sich zu nehmen, und lädt sie ein, den Tag bei ihm und seiner Frau zu verbringen, in seinem riesigen Haus, wo man sie im Gegensatz zum Hotel nicht dabei stören würde, den versäumten Schlaf nachzuholen. Mary und Colin versuchen dieser Einladung zu entkommen, in ihrer oben beschriebenen Verfassung sind sie aber zu geschwächt, um ihr zu widerstehen.
Mary erwacht in Roberts palastähnlichem Haus in der Abenddämmerung. Vom Gastgeber ist nichts zu bemerken, und nachdem auch Colin wach geworden ist und sie beide ihre Kleidung nicht finden können, zieht sich Mary das im Zimmer liegende feminine Nachthemd an und verlässt den Raum, um das Haus zu untersuchen. Sie findet Zimmer voller beeindruckender Dekorations- und Kunstgegenstände und stößt schließlich auf die Gastgeberin, die sich als Caroline, die Frau von Robert, vorstellt.
Caroline gesteht Mary, die beiden, noch nackt in ihren Betten liegend, eine halbe Stunde lang beobachtet zu haben, und fragt Mary in der Folge nach ihrer Beziehung aus. Sie selber äußert sich nachdrücklich über die Schönheit von Colins Körper. Colin kommt hinzu, einzig in ein Handtuch gekleidet. Caroline lädt die beiden, auch im Namen von Robert, zum Abendessen ein und händigt ihnen nach ihrer Zusage den Schlüssel zum Badezimmerschrank aus, in dem sie ihre gewaschene und getrocknete Kleidung finden werden.
Im weiteren Verlauf des Spätnachmittags kommt Robert hinzu. Mary und Colin duschen und ziehen sich nacheinander an, so dass Robert die Gelegenheit bekommt, Colin allein durch die Wohnung zu führen. Hier verstärkt sich eine gewisse physische Aufdringlichkeit von Seiten Roberts, die schon am Vorabend  durch mehr oder weniger zufällige Berührungen von Colins Körper zu bemerken gewesen war, begleitet von lobenden Bemerkungen über sein Aussehen. Gleichzeitig spricht Robert über seine Familie und offenbart seine machohafte und reaktionäre Meinung zur Gleichberechtigung. Colin versucht, diese Einstellung ins Lächerliche zu ziehen, und als er ihm zum wiederholten Mal widerspricht, erntet er dafür einen heftigen Faustschlag in den Solarplexus. Nach dem in verkrampfter Stimmung durchgestandenen Abendessen bittet Caroline dringlich um einen weiteren Besuch der beiden und fügt, ohne dies ihren Mann hören zu lassen, hinzu: Ich kann das Haus nicht verlassen.
Im Anschluss an dieses verstörende Erlebnis verlassen Mary und Colin vier Tage lang nicht das Hotel. Ihr Urlaub neigt sich dem Ende zu, und trotz inneren Widerstands und gemischten Gefühlen von Höflichkeit und Neugier, auch Verantwortung Caroline gegenüber, der helfen zu müssen ihnen vorschwebt, entschließen sie sich zu einem Abschiedsbesuch bei Robert und Caroline.
Dieser Besuch führt über perverse Bekenntnisse von Caroline und unangenehme, plötzliche Einsichten der Besucher zum katastrophalen Ende der Erzählung. Mary wird vergiftet, wodurch sie vorübergehend gelähmt wird und nicht eingreifen kann, als Colin ermordet wird. Caroline und Robert reisen ab, während Mary bei der Polizei erfährt, dass derartige Verbrechen nichts Ungewöhnliches sind. Nun reist auch Mary nach Hause.